# Stazione di Châtillon-Saint-Vincent
La stazione di Châtillon-Saint-Vincent (in francese gare de Châtillon-Saint-Vincent) è una stazione ferroviaria nel comune di Châtillon, in Valle d'Aosta.

## Storia
Fino al 1940 era denominata "Châtillon". In tale data, nell'ambito dell'italianizzazione dei toponimi valdostani, assunse la nuova denominazione di "Castiglion Dora".
L'impianto prese la denominazione attuale nell'immediato dopoguerra, in seguito al ripristino dei toponimi in lingua francese della Valle d'Aosta e alla chiusura della stazione di Saint-Vincent, avvenuta nel 1995.

## Strutture e impianti
La stazione, gestita da Rete Ferroviaria Italiana, dispone di due binari: il primo binario è usato per le eventuali precedenze mentre il secondo è di corsa. I due binari sono serviti da due banchine collegate da un sottopassaggio. Tali banchine risultano parzialmente coperte da pensiline in ferro.
La stazione è impresenziata ed è, attualmente, telecomandata dal Dirigente Centrale Operativo con sede a Torino.
È presente uno scalo merci che risulta, tuttavia, dismesso. In passato era in funzione un 3º binario passante, di cui restano visibili le rotaie site dall'altro lato della banchina dedicata al binario 2. Parte dello spazio occupato dai binari dello scalo merci ospiterà una sottostazione elettrica per l'alimentazione della linea di contatto.

## Movimento
Châtillon-Saint-Vincent è servita da treni regionali svolti da Trenitalia nell'ambito del contratto di servizio stipulato con la Regione Valle d'Aosta.

## Servizi
- Biglietteria automatica
- Sala d'attesa
- Bar